# Vesselhorn
Vesselhorn (av visent det vill säga uroxe) är två stiliserade horn av uroxe och brukas som hjälmprydnad i en mängd person- och släktvapen. 

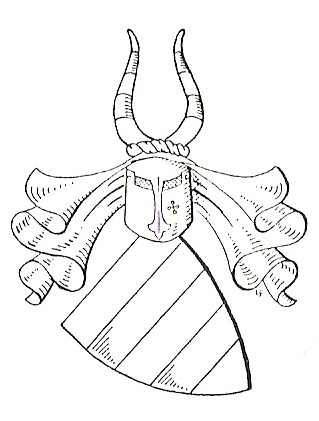
Vesselhorn av medeltida typ i hjälmprydnaden hos den tyska släkten Massow.

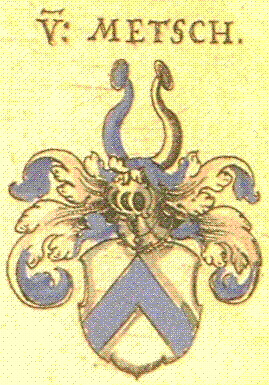
Vesselhorn från den tidigmoderna tiden i hjälmprydnaden hos den tyska släkten Metsch (Siebmachers Wappenbuch).

I medeltida hjälmprydnader är de bågformade, medan de från 1600-talet återges lyrformade med en rund öppning överst. 
Vesselhorn är välkända i skandinaviska och tyska vapen, men närmast okända i brittiska.